# Лексическая функция
Лекси́ческие фу́нкции — понятие, играющее ключевую роль в теории «Смысл ⇔ Текст» и моделирующее нетривиальную сочетаемость лексем.
Данное понятие было введено А. К. Жолковским и И. А. Мельчуком для описания разных случаев нетривиальной сочетаемости лексем, прежде всего, именных и глагольных. Так, считалось, что в выражениях круглый дурак и проливной дождь прилагательное имеет одно и то же значение, выражая одну и ту же «лексическую функцию» (в теории «Смысл ⇔ Текст» она называлась Magn).
В Толково-комбинаторном словаре, входящем в состав модели, для каждого заглавного слова указываются все слова, связанные с ним по смыслу в парадигматическом и синтагматическом аспекте, называемые в совокупности лексическими коррелятами. Лексические корреляты парадигматического типа называются заменами, синтагматического типа — параметрами.
Лексическая функция — это зависимость, которая связывает слово с его лексическими коррелятами. В общем виде функция выглядит как {\displaystyle Y=f(C_{0})}, где {\displaystyle C_{0}} — заглавное слово.
Ниже приведены некоторые примеры лексических функций.

## Замены

### Syn
Syn (синоним) — слово, совпадающее с C0 по смыслу, относящееся к той же части речи и обладающее теми же семантическими валентностями.
| C0          | Syn(C0)     |
| ----------- | ----------- |
| лингвистика | языкознание |
| огромный    | громадный   |

### Conv
Conv (конверсив) — слово, называющее то же соотношение, что и C0, но с перестановкой актантов.
| C0          | Conv(C0)         | Пример                                             |
| ----------- | ---------------- | -------------------------------------------------- |
| бояться     | страшить, пугать | Я боюсь собаки. Собака меня пугает.                |
| купить      | продать          | А покупает автомобиль у С. С продаёт автомобиль А. |
| преподавать | учиться          | А преподаёт что-то В. В учится чему-то у А.        |